# Camilla Martin
Camilla Martin Nygaard (* 23. März 1974 in Aarhus) ist eine ehemalige dänische Badmintonspielerin.

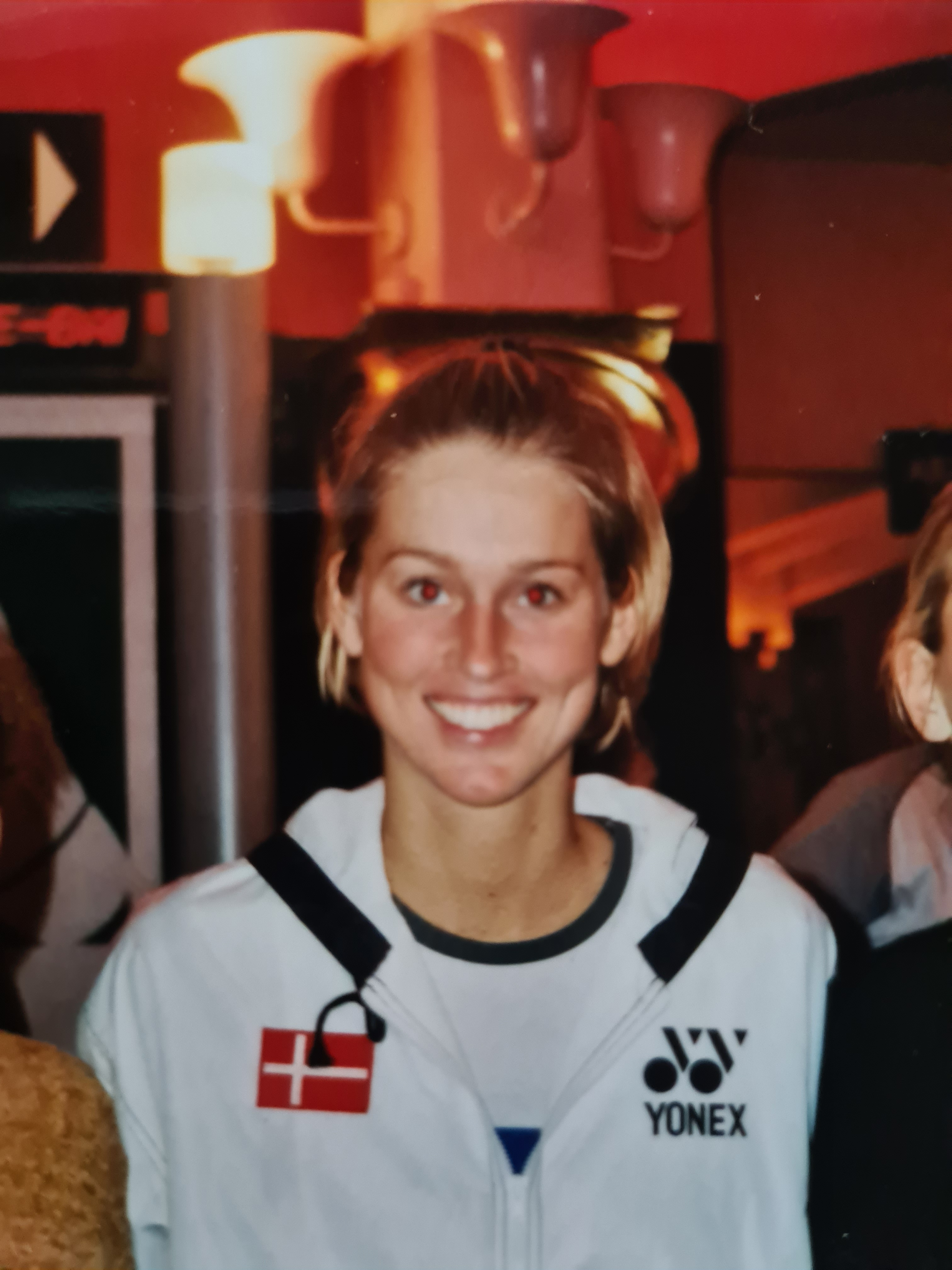
Camilla Martin (1998)

## Karriere
Sie gewann in den Jahren 1991 bis 2003 dreizehn Mal die dänische Meisterschaft im Frauen-Einzel. Daneben war sie in den Jahren 1992, 1996 und 1998 Europameisterin in dieser Disziplin. Ihre beiden größten Erfolge waren der Gewinn des Weltmeister-Titels im Frauen-Einzel 1999 und die Silbermedaille bei den Olympischen Sommerspielen 2000 in Sydney. Im Finale bei den Olympischen Spielen unterlag sie der Chinesin Gong Zhichao. Im Jahre 1998 gewann sie die Hong Kong Open. 1999 wurde sie zu Dänemarks Sportlerin des Jahres gewählt, und seit 2013 ist sie Mitglied in der Sportens Hall of Fame.
Camilla Martin beendete ihre sportliche Karriere im Jahr 2004, nachdem sie bei den Olympischen Sommerspielen in Athen in der Runde der letzten sechzehn ausgeschieden war.

## Familie
Camilla Martin ist die Tochter des ehemaligen Fußballtorhüters Bent Martin der in seiner Karriere unter anderem bei Aarhus GF, Celtic Glasgow und Rapid Wien spielte.
Am 25. Mai 2005 heiratete sie den Ökonomen Lars Nygaard und änderte ihren Namen in Camilla Martin Nygaard.